# Koenraad Dillen

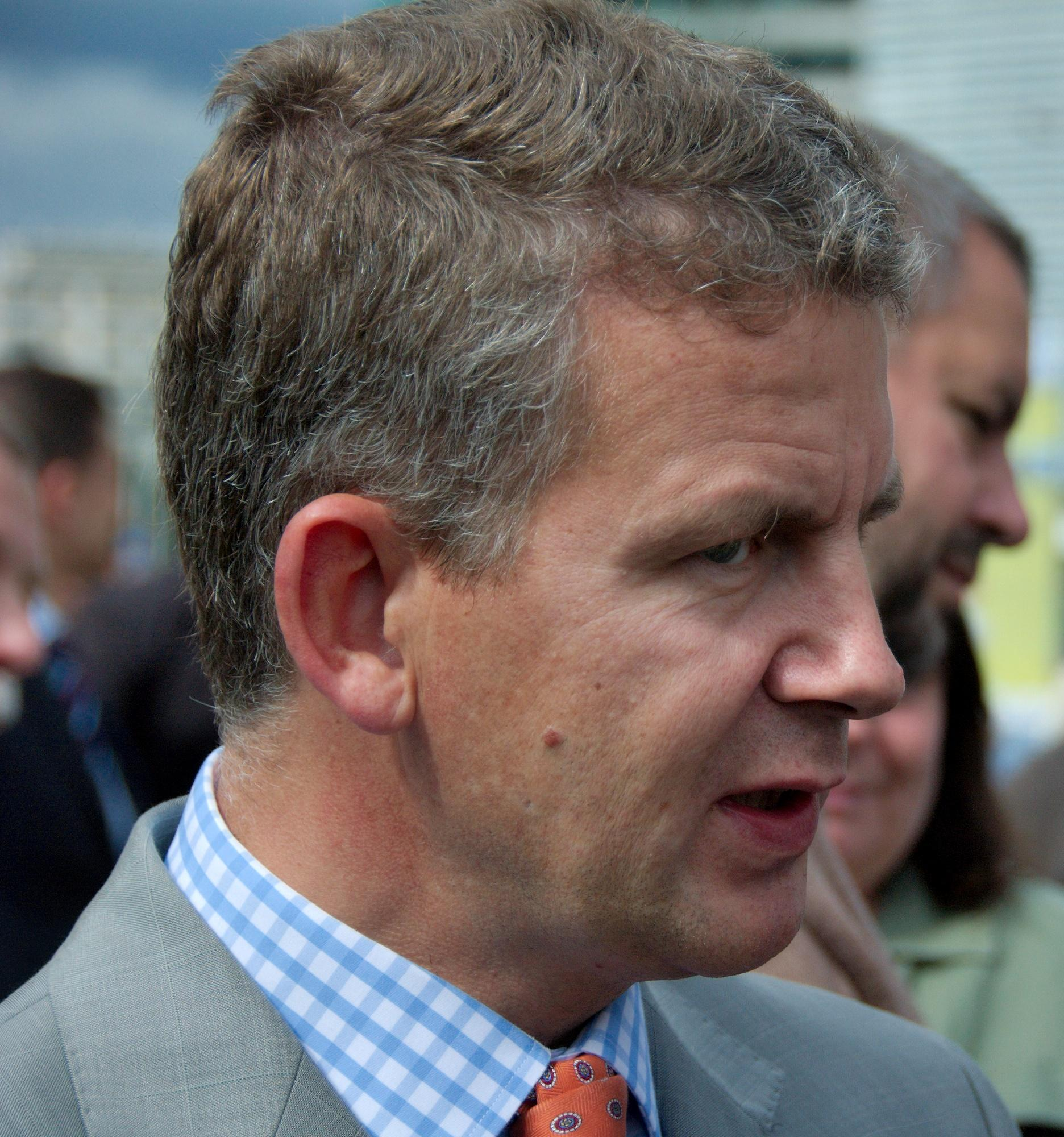
Koenraad Dillen

Koenraad Francine Gaston „Koen“ Dillen (* 6. November 1964 in Mortsel) ist ein belgischer rechtsgerichteter Politiker der Partei Vlaams Belang. Von 2003 bis 2009 war er Mitglied des Europäischen Parlaments.

## Leben
Dillen ist ausgebildeter Übersetzer (1987) und war von 1989 bis 1990 als Französischlehrer tätig. Anschließend arbeitete er bis 1992 als Kundenbetreuer bei Rank Xerox. Von 1991 bis 1994 war Dillen Verwaltungssekretär in der Belgischen Abgeordnetenkammer und von 1994 bis 2003 Beamter. 
2003 wurde Dillen in das Europäische Parlament gewählt. Er war Mitglied der Fraktion Identität, Tradition, Souveränität, welche im November 2007 aufgelöst wurde, und seither fraktionslos. Zudem war er Mitglied des Entwicklungsausschusses, der Delegation in der Parlamentarischen Versammlung Europa-Lateinamerika und der Delegation in der Paritätischen Parlamentarischen Versammlung AKP-EU. Nach der Europawahl 2009 schied Dillen aus dem Europäischen Parlament aus.
Im Jahre 2009 publizierte Dillen unter dem Pseudonym Vincent Gounod eine Biographie über François Mitterrand. Zuvor hatte er bereits unter dem Pseudonym Maarten van der Roest ein Buch über Nicolas Sarkozy verfasst. 
Dillen ist der Sohn Karel Dillens, des Gründers der Partei Vlaams Blok, welche sich im November 2004 nach der Verurteilung durch das belgische oberste Berufungsgericht auflöste und als Vlaams Belang neu gründete. Seine Schwester Marijke Dillen ist ebenfalls für den Vlaams Belang tätig.

## Publikationen (Auswahl)
- Een brug te ver: Turkije in de Europese Unie. Mit Philip Claeys. Egmont, Brüssel 2004, ISBN 90-805616-8-1.
- François Mitterrand: biografie. Aspekt, Soesterberg 2008, ISBN 9789059117471. (unter dem Pseudonym Vincent Gounod)
- Nicolas Sarkozy. Aspekt, Soesterberg 2007, ISBN 9789059116023. (unter dem Pseudonym Maarten van der Roest)